# Szivárványos tangara
A szivárványos tangara (Tangara fastuosa) a madarak osztályának verébalakúak (Passeriformes) rendjébe és a tangarafélék (Thraupidae) családjába tartozó faj.

## Rendszerezése
A fajt René Primevère Lesson francia ornitológus írta le 1831-ben, a Tanagra nembe Tanagra fastuosa néven.

## Előfordulása
Az Atlanti-óceán partvidékén, Brazília keleti részén honos. Természetes élőhelyei a szubtrópusi és trópusi esőerdők és mocsári erdők. Állandó, nem vonuló faj.

## Megjelenése
Testhossza 13 centiméter. Feje, nyaka és álla zöld, háta felső része, válltollai és torka feketék, háta alsó része, a harmadrendű evezőtollak egy része és farcsíkja élénk aranysárga. Alsó teste kék, az evező- és kormánytollak feketék, külső zászlójukon – a tollak hegyét kivéve széles, kék szegély található. A két középső farktolla kék.
|  |

## Életmódja
Gyümölcsökkel és rovarokkal táplálkozik.

## Természetvédelmi helyzete
Az elterjedési területe kicsi és súlyosan széttöredezett, egyedszáma 2500-9999 példány közötti, sok helyen a kihalás veszélyezteti, de mindenhol csökken. A Természetvédelmi Világszövetség Vörös listáján sebezhető fajként szerepel.